# Noblesville
Noblesville is een plaats (city) in de Amerikaanse staat Indiana, en valt bestuurlijk gezien onder Hamilton County.

## Demografie
Bij de volkstelling in 2000 werd het aantal inwoners vastgesteld op 28.590.
In 2006 is het aantal inwoners door het United States Census Bureau geschat op 40.115, een stijging van 11525 (40.3%).

## Geografie
Volgens het United States Census Bureau beslaat de plaats een oppervlakte van
49,4 km², waarvan 46,4 km² land en 3,0 km² water. Noblesville ligt op ongeveer 254 m boven zeeniveau.

## Plaatsen in de nabije omgeving
De onderstaande figuur toont nabijgelegen plaatsen in een straal van 16 km rond Noblesville.